# Palác Euro
Palác Euro je moderní budova, která uzavírá řadu budov ve spodní části Václavského náměstí v lokalitě Můstek v Praze-Novém Městě.

## Historie

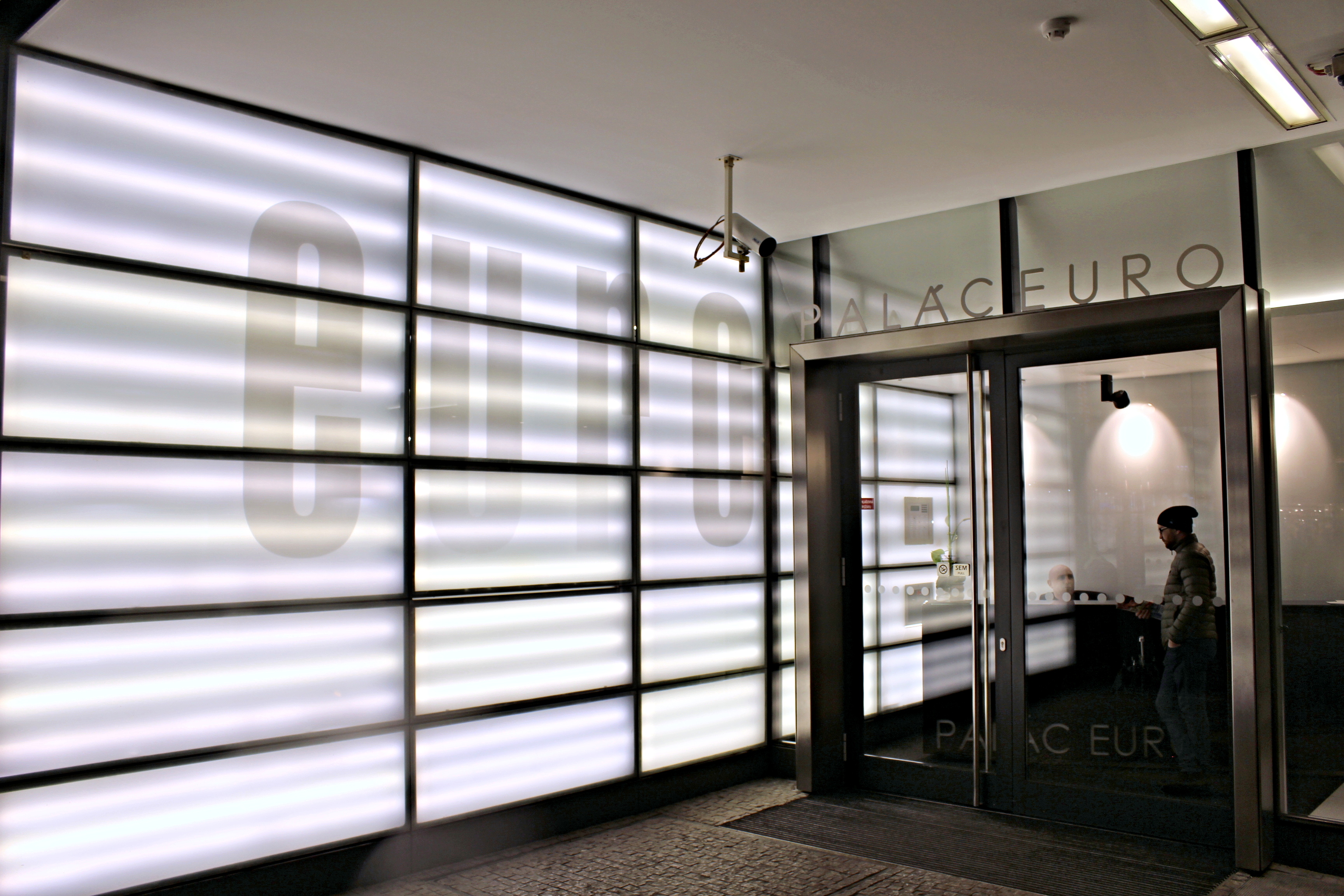
Vstup pro zaměstnance

Budova vznikla v místě někdejšího maďarského kulturního střediska.[zdroj?] Výstavba nového paláce dle architektonického projektu studio DaM architekti byla dokončena v roce 2002. Na projektu spolupracovali architekti Richard Doležal, Petr Malinský, Martin Kotík, Petr Burian a Michal Pokorný.
Podél zadní strany poblíž vstupu do stanice metra Můstek vede tzv. myší díra na Jungmannovo náměstí. Ve spodních patrech paláce sídlí prodejna bot Foot Locker.
Vlastníkem budovy je společnost Astreup, s.r.o., kterou vlastní irská společnost Avestus Nominees Limited.

## Okolní budovy
V těsném sousedství paláce Euro se nacházejí další budovy:
- funkcionalistický Baťův palác
- kubistická Adamova lékárna